# Вихров, Владимир Владимирович
Влади́мир Влади́мирович Вихро́в (17 января 1954, Горький — 6 сентября 2010, Москва) — советский и российский актёр театра и кино.

## Биография
Родился 17 января 1954 года в Горьком (ныне Нижний Новгород) в семье актёров Владимира Вихрова-старшего (1926—2005) и Нины Славинской (1924—2014).
В 1975 году окончил Московское театральное училище имени Щукина, где учился с Еленой Кореневой. В дипломном спектакле «Ромео и Джульетта» в постановке А. Г. Бурова сыграл главную мужскую роль.
В 1975—2000 годах — актёр Театра имени Вахтангова. Участвовал в телеспектакле Петра Фоменко «Повести Белкина. Выстрел» (1981), за кадром исполняя романсы вместе с коллегой по театру Олегом Казанчеевым.
Снялся более чем в 20 кинофильмах. Пробовался на роль Медведя в фильме «Обыкновенное чудо» Марка Захарова.
Принимал участие в озвучивании зарубежных фильмов и сериалов. Первым опытом работы для актёра, тогда студента второго курса, но уже неоднократно снимавшегося в кино, стало предложение озвучивать массовку на «Мосфильме». Когда среди российских актёров был объявлен конкурс на право озвучивать фильм «Бэтмен и Робин», кассеты с пробами отправили в Америку, после чего его утвердили. Делал закадровое озвучивание для телеканала НТВ: это были такие телесериалы, как «Секс в большом городе», и все 20 фильмов о Джеймсе Бонде. Был основным актёром озвучивания Джорджа Клуни в русском дубляже.
Озвучивал рекламные ролики, среди них: «Wrigley’s Searmint, Doublemint, Juicy Fruit» (1995—2001), «Gillette» (1995—2006), «Coca-Cola: Пей легенду» (1997—1998), «Blend-a-med» (1998, 2003), «Lipton» (1998—1999), «Упсавит» (1998), «Instant Fisherman», «Фумитокс» (2000—2003), «Россия — щедрая душа» (2004—2005), «Пиво ПИТ: Право быть мужчиной» (2006—2007), «Orbit: Дантисты на орбите» (2007), «Ikea: Учитесь спать с нами» (2008), «Ренессанс Страхование» и др.
Официальный голос Love Radio (2000—2007) и телеканалов СТС (1997—1998), Муз-ТВ (2003—2006) и ТНТ (2007—2010).
2 сентября 2010 года попал под автомобиль недалеко от своего дома на Тверской улице. Скончался 6 сентября от полученных травм в больнице Склифосовского. 24 сентября состоялись похороны на Миусском кладбище.
От брака с гражданской женой Маргаритой Горицыной у Владимира осталась дочь Арина.

## Роли в театре
- 1976 — «Ричард III» — лорд Грей (телеспектакль снят в 1982 году)
- 1976 — «Лето в Ноане» — Морис
- 1976 — «Мартин Иден» — Артур
- 1979 — «Степан Разин» — Семка-скоморох
- 1983 — «Анна Каренина» — поручик Петрицкий
- 1991 — «Государь ты наш, батюшка…» — фон Венжик, польский резидент

## Фильмография
- 1976 — Тимур и его команда — прохожий с гитарой, встретившийся Ольге в Москве
- 1976 — Псевдоним: Лукач — Мате Залка в молодости
- 1977 — Рождённая революцией Серия 9: Последняя встреча — гость в ресторане
- 1977 — Красные дипкурьеры — прапорщик Васильев
- 1978 — Осенние колокола — королевич Елисей
- 1979 — День свадьбы придётся уточнить — Виктор
- 1979 — Летние гастроли — Александр Коновалов
- 1980 — Особо опасные… — Стас
- 1980 — Страх — лейтенант Иволгин
- 1981 — Придут страсти-мордасти — Володя, студент, старший брат Лёньки
- 1982 — Женские радости и печали — Володя Лагода
- 1983 — Экипаж машины боевой — Саня Меньшов, командир танка
- 1985 — Контрудар — старший лейтенант (позже — майор)
- 1985 — Свадьба старшего брата — Борис Полозов
- 1988 — Шут
- 1990 — Исход — Владимир Александрович, главный редактор газеты
- 1990 — Имитатор — представитель ЦК
- 1992 — Давайте без фокусов — клиент-гурман в плаще
- 1992 — Тридцатого уничтожить! — сотрудник КГБ
- 2005 — Фитиль — Семёнов, посетитель бюро по трудоустройству (выпуск № 55 (18.09.2005), сюжет «Идеальный документ»)
- 2006 — После дождя (короткометражный) — отец Алёши

## Дубляж и закадровое озвучивание

### Фильмы

#### Джордж Клуни
- 1997 — Бэтмен и Робин — Бэтмен / Брюс Уэйн[8][16]
- 2000 — Идеальный шторм — капитан Билли Тайн[17]
- 2001 — Одиннадцать друзей Оушена — Дэнни Оушен (кинотеатральный дубляж, 2002 г./многоголосый закадровый, НТВ+, 2005 г.)[18]
- 2008 - "Майкл Клейтон", 2007[19] - Майкл Клейтон (студия "Пифагор" по заказу компании "Каскад")

#### Другие фильмы
- 1959 — В джазе только девушки — половина мужских ролей (многоголосый закадровый, НТВ+ по заказу НТВ, 2004 г.)[20]
- 1962—2002 — Джеймс Бонд (бондиана) — все мужские роли (закадровый[21], НТВ, 1996—2003 гг.)[9]
- 1962 — Триста спартанцев — все мужские персонажи (закадровый, к/с «Кипарис» по заказу REN-TV)[18]
- 1964 — Фантомас (закадровый, НТВ+ по заказу НТВ, 2000 г.)[20]
- 1981—1989 — Индиана Джонс. Трилогия — Индиана Джонс (Харрисон Форд) (многоголосый закадровый, СТС)[18]
- 1982 — Конан-варвар — все мужские роли (закадровый, «Первый канал»)[18]
- 1987 — Смертельное оружие — Мистер Джошуа (Гэри Бьюзи)[20]
- 1994 — Интервью с вампиром — Лестат де Лионкур (Том Круз) (дубляж студии «Мост Видео»)[18]
- 1997 — Лолита — Гумберт (Джереми Айронс)[4][16]
- 1999 — Матрица — Морфеус (Лоренс Фишберн)[15][20]
- 2009 — Дориан Грей — Бэйзил (Бен Чаплин)[14]
- 2009 — Начало времён — король (Ксандер Беркли)[14]

### Телесериалы
- 1986—1990 — Альф — эпизодические мужские роли (закадровый, СТС)[18]
- 1994—2009 — Скорая помощь — половина мужских ролей (2—9 сезоны) (закадровый, НТВ+ по заказу НТВ, 1998—2004 гг.)[9][16][17][20]
- 1998—2004 — Секс в большом городе — часть мужских ролей (закадровый, НТВ+ по заказу НТВ, 2002—2004 гг.)[14][20]

### Компьютерные игры
- 2002 — Warcraft III: Reign of Chaos — Артас Менетил[22]
- 2005 — Скорая помощь: в борьбе за жизнь — Грегори Прэтт[23]
- 2005 — Звери. На тропе войны — Члены клана «Грызуны», члены клана «Комедианты»[23]
- 2005 — Still Life — Марк Аккерман[23]
- 2005 — Метро-2 — Глеб Суворов[18]
- 2006 — Нибиру: посланник богов (Золотое издание) — Мартин Холан[23]
- 2006 — Dreamfall: The Longest Journey — Киан Алване, Китаец[23]
- 2006 — Paradise — Банкир Рудольф Гретцельбург, Харамби[23]
- 2006 — X³: Reunion — Кайл Бреннан[23]
- 2006 — Stubbs the Zombie in Rebel Without a Pulse — закадровый голос[23]
- 2010 — Heavy Rain — доктор Дюпре Клэренс[24]

## Озвучивание

### Мультфильмы
- 1990 — КОАПП. Таинственный КА… — дюгонь, рыба-кардинал
- 1990 — КОАПП. Симбиоз — буревестник, медоуказчик
- 1992 — Самоотверженный заяц — заяц
- 1997 — Бэтмен и Супермен — Бэтмен / Брюс Уэйн[25]
- 2004 — Князь Владимир — рассказчик в начале мультфильма (в титрах не указан)

### Фильмы
- 2000 — ДМБ — каптёр Либерман — Роман Качанов[26]
- 2006 — Пушкин. Последняя дуэль — Пётр Вяземский — Георгий Траугот
- 2007 — Скалолазка и Последний из Седьмой колыбели — голос переводчика за кадром (в титрах не указан)

### Документальные фильмы
- 1999 — Три песни о Пушкине (РТР)
- 2001—2005 — Русский экстрим (ОРТ/Первый канал)
- 2004 — Лекарство от рака (Первый канал)
- 2006 — Андрей Краско. Непохожий на артиста (Первый канал)
- 2007 — История одного чуда (Первый канал)
- 2007 — Теория невероятности. Родиться заново (Первый канал)
- 2008 — Одноэтажная Америка (Первый канал) — чтение перевода с английского

### Аудиокниги
- Монах, который продал свой Феррари (автор Робин Шарма)
- Святой, Серфингист и Директор (автор Робин Шарма)
- Чайка по имени Джонатан Ливингстон (автор Ричард Бах)
- Любовница французского лейтенанта (Джон Фаулз)
- Смерть раненого зверя с тонкой кожей (Патрик Александер)

### Радиопередачи
- 2008—2009: документальный цикл (Радио России)